# 三木市立瑞穂小学校
三木市立瑞穂小学校（みきしりつ みづほしょうがっこう）は、かつて兵庫県三木市細川町瑞穂にあった公立小学校。

## 沿革
- 1873年 - 学制により、下南村友松寺に螢雪学校創設。
- 1876年 - 下南学校と改称。
- 1892年 - 小学校令により、細川村立下南尋常小学校と改称。
- 1954年 - 市制施行により、三木市立瑞穂小学校に改称。
- 1991年 - 新校舎完成。
- 2007年 - 三木市立豊地小学校と統合し、廃校。134年の歴史に幕を閉じる。
- 2007年 - 跡地に高齢者大学まなびの郷みづほが開校。

## 周辺の施設
- みづほ観光農園

## 周辺の道路
- 兵庫県道144号西脇口吉川神戸線
- 兵庫県道355号楠原三木線